# Stenoma iopercna
Stenoma iopercna es una especie de polilla del género Stenoma, orden Lepidoptera.
Fue descrita científicamente por Meyrick en 1932.

## Distribución
Esta especie habita en Perú.